# 北海道道806号上音更上士幌線
北海道道806号上音更上士幌線（ほっかいどうどう806ごう かみおとふけかみしほろせん）は、北海道河東郡上士幌町内を結ぶ一般道道である。

## 概要

### 路線データ
- 起点：北海道河東郡上士幌町上音更
- 終点：北海道河東郡上士幌町上士幌（国道273号・北海道道316号上士幌音更線・北海道道418号上士幌停車場線交点）
- 総距離：9.8 km

## 歴史
- 1973年（昭和48年）3月31日 - 路線認定[1]。

## 地理

### 通過する自治体
- 十勝総合振興局
  - 河東郡上士幌町

### 主な接続道路
上士幌町
- 北海道道337号上士幌士幌音更線 - 上士幌
- 国道273号 - 上士幌（終点）
- 北海道道316号上士幌音更線 - 上士幌（終点）
- 北海道道418号上士幌停車場線 - 上士幌（終点）